# Chatschatur Awetisjan
Chatschatur Awetisjan (armenisch Խաչատուր Ավետիսյան, Xačatur Avetisyan, Khachatoor Avedissian, auch Chatschatur Avetis(s)ian; * 14. April 1926 in Leninakan; † 27. Juni 1996 in Jerewan) war ein armenischer Komponist.
Awetisjan studierte am Staatlichen Konservatorium Jerewan Komposition bei Eduard Mirsojan und gewann bei den internationalen Jugendwettbewerben in Berlin (1951) und Moskau (1956) die Gold- bzw. Silbermedaille. Er befasste sich intensiv mit der Geschichte der armenischen Volksmusik und wurde 1958 Direktor des Staatlichen armenischen Tanzensembles und 1968 des Gesangs- und Tanzensembles Tatul Altunyan. 1978 gründete er die Abteilung für Volksmusik am Konservatorium von Jerewan. Awetisjan komponierte zahlreiche Werke für die orientalische Kastenzither Kanun, darunter Konzerte und eine Toccata für Kanun und Instrumentalensemble, aber auch Werke wie ein Oratorium im Gedenken an die Opfer des Völkermordes an den Armeniern 1915.